# Römischer Maulwurf
Der Römische Maulwurf (Talpa romana) ist eine Säugetierart aus der Familie der Maulwürfe (Talpidae) innerhalb der Ordnung der Insektenfresser (Eulipotyphla). Sie kommt im zentralen und südlichen Italien vor. Dort bewohnen die Tiere verschiedene Lebensräume von Wiesen bis hin zu Wäldern und menschlich überprägten Landschaftsräumen. Äußerlich entspricht der Römische Maulwurf dem wesentlich bekannteren Europäischen Maulwurf. Er ist aber größer, hat von Haut überdeckte Augen und ein kräftigeres Gebiss. Die Tiere leben einzelgängerisch und sind stark territorial. Jedes Individuum unterhält ein eigenes Revier, in dem es seine unterirdischen Gänge und Tunnel anlegt. Die Nahrung besteht aus Wirbellosen, die der Römische Maulwurf opportunistisch erbeutet. In der Fortpflanzungsphase trägt jedes Weibchen pro Wurf zwei bis drei Jungen aus. Die Art wurde im Jahr 1902 wissenschaftlich eingeführt. Zum Teil galt sie als Unterart des Europäischen Maulwurfs, allerdings ist der nächste Verwandte der Blindmaulwurf. Der Bestand wird als nicht gefährdet eingeschätzt.

## Merkmale

### Habitus
Der Römische Maulwurf ist etwas größer als der Europäische Maulwurf (Talpa europaea). Seine Kopf-Rumpf-Länge variiert von 12,0 bis 16,0 cm bei männlichen und von 9,5 bis 15,5 cm bei weiblichen Individuen. Der Schwanz wird entsprechend 2,4 bis 3,7 cm beziehungsweise 2,2 bis 3,5 cm lang. Das Gewicht der Männchen beträgt 74 bis 134 g, das der Weibchen 61 bis 112 g. Männchen sind somit rund 18 % schwerer als Weibchen. Im äußeren Erscheinungsbild ähnelt der Römische Maulwurf dem Europäischen Maulwurf und wird wie dieser durch einen zylindrischen und robusten Körper, einen kurzen Hals sowie schaufelartige Vorderfüße charakterisiert. Ebenso ist die Fellfarbe eher dunkel gehalten. Im Gegensatz zum Europäischen Maulwurf überdeckt beim Römischen Maulwurf eine Hautfalte die Augen und der Schwanz ist nicht so deutlich konisch geformt. Weibchen besitzen vier Paare an Zitzen. Die Hinterfußlänge liegt bei 1,7 cm.

### Schädel- und Gebissmerkmale
Der Schädel ist groß und robust gebaut sowie mit einem massiven Rostrum ausgestattet. Die Länge des Schädels reicht von 31,8 bis 37,7 mm, die Breite von 16,6 bis 18,8 mm. Das Rostrum wird 10,1 bis 11,9 mm breit. Das Gebiss besteht aus 44 Zähnen mit folgender Zahnformel: {\displaystyle {\frac {3.1.4.3}{3.1.4.3}}}. Häufig kommt es zur Oligodontie, so dass bei mehr als einem Drittel aller Individuen zwischen einem und vier Prämolaren fehlen. Überzählige Zähne sind dagegen selten. Als Unterscheidungsmerkmal zum Europäischen Maulwurf zeigt sich beim Römischen Maulwurf am oberen ersten Molar das Mesostyl, ein kleiner Höcker zwischen den beiden lippenseitigen Haupthöckern (Paraconus und Metaconus) stets zweispitzig, bei ersterem hingegen einspitzig. Auch ist die obere Zahnreihenlänge beim Römischen Maulwurf relativ länger im Vergleich zur Schädellänge als beim Europäischen Maulwurf. Die oberen Zähne  beanspruchen eine Länge von 12,8 bis 15,1 mm.

### Genetische Merkmale
Der diploide Chromosomensatz lautet 2n = 34. Das X-Chromosom ist mittelgroß und metazentrisch, das Y-Chromosom fleckenförmig.

## Verbreitung und Lebensraum

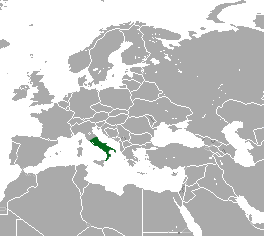
Verbreitungsgebiet des Römischen Maulwurfs

Der Römische Maulwurf kommt endemisch im zentralen und südlichen Italien vor. Nach Norden reicht sein Verbreitungsgebiet bis nach Umbrien, weiter nördlich wird er von einer eigenständigen Linie des Europäischen Maulwurfs ersetzt. In der Nähe von Assisi besteht ein schmaler Überlappungsstreifen, wo beide Arten sympatrisch auftreten. Die Bestände auf Sizilien sind erloschen, letzte Nachweise stammen aus dem Jahr 1885. Das Habitat der Art schließt verschiedene Landschaftsformen ein, von Dünen über Kulturlandschaften, Olivenhaine und Wiesen bis hin zu laubwerfenden Wäldern und Gebirgsheiden. Die Tiere sind vom Meeresspiegel bis in Höhenlagen um 1500 m, in seltenen Fällen bis 2000 m anzutreffen. Aus höheren Gebirgsräumen oberhalb der Baumgrenze liegen aber zumeist Nachweise des Blindmaulwurfs vor, der besser an das dortige raue Klima angepasst ist. Untersuchungen zur Lebensraumnutzung des Römischen Maulwurfs zeigen, dass er nur  einem geringen Anteil seines potentiell möglichen Verbreitungsgebietes beansprucht. Auf bewirtschaftetem Weideland beträgt die Populationsdichte rund 2,0 Individuen je Hektar, in Olivenhainen mit reichem Nahrungsangebot kommen rund 2,3 Tiere auf einer vergleichbar großen Fläche vor.

## Lebensweise

### Territorialverhalten
Wie alle Eurasischen Maulwürfe lebt der Römische Maulwurf unterirdisch und gräbt Tunnel und Gänge, deren Ausgänge durch Erdhügel (Maulwurfshügel) markiert sind. Sein Tagesverlauf besteht aus einem gleichmäßigen Wechsel von Aktivitäts- und Ruhephasen, wobei jeder Zyklus etwa drei bis vier Stunden dauert. Weibliche Tiere sind zwischen 06:00 und 12.00 Uhr sowie zwischen 15:00 und 21:00 Uhr stärker aktiv. Längere Ruheperioden finden nach Mitternacht zwischen 03:00 und 06:00 Uhr sowie mittags zwischen 12:00 und 15:00 Uhr statt. Insgesamt haben Weibchen ausgedehnte Aktivitäts- und Ruhephasen, die jeweils durchschnittlich 131 beziehungsweise 155 Minuten am Stück einnehmen. Bei Männchen sind die Aktivitätsphasen mit im Mittel 13 bis 19 Minuten durchgehend deutlich kürzer als die Ruhephasen mit 64 bis 85 Minuten. Während der Paarungszeit synchronisieren die Weibchen ihre Ruhezeiten, Männchen hingegen haben dann einen weniger regulären Tagesrhythmus. Während der trockenen Sommermonate kann die Aktivität der Tiere allgemein zurückgehen.
Das Territorialverhalten des Römischen Maulwurfs ist stark ausgeprägt. Die Tiere leben einzelgängerisch und nutzen Reviere, die sich bei Weibchen und Individuen des anderen Geschlechts überschneiden können, jedoch niemals bei Männchen untereinander. Die Überlappung der Aktionsräume ist umso größer, je dichter die Nahrungsressourcen verteilt sind. Generell haben Männchen mit 3116 bis 4300 m² größere Reviere als Weibchen mit 1658 bis 2804 m². Bei Untersuchungen auf einer intensiv genutzten Weidefläche in der Nähe von Rom ließen sich für weibliche Individuen nur marginale Größenunterschiede der Reviere über das Jahr feststellen, die Ausdehnung reicht von 1762 bis 1794 m². Allerdings verändern sich die Grenzen und Lage kontinuierlich. Männliche Tiere hingegen vergrößern ihr Territorium maßgeblich während der Reproduktionsphase. Bedecken die Reviere in der vorreproduktiven Phase rund 1665 m², nehmen sie zur Paarungszeit mit 7995 m² teilweise mehr als das Dreifache an Fläche ein. Dadurch erhöhen die Männchen offensichtlich ihre Chance, sich mit mehreren Weibchen paaren zu können. Dem gegenüber ergaben Studien von Tieren in einem Olivenhain mit hoher Dichte an Beutetieren bei den Männchen kaum Veränderungen in der Größe der Reviere zwischen der Fortpflanzungsphase und dem Rest des Jahres. Im Oktober erstrecken sie sich über eine Fläche von 3710 m², im Januar über 2819 m². Auch ließ sich dabei eine stärkere Überlappung der Territorien verschiedener Individuen feststellen, so dass offensichtlich bei einem ausreichenden Nahrungsangebot die Toleranz gegenüber Artgenossen größer wird. Die Kernzonen innerhalb eines Reviers sind nicht festgelegt und wandern, was wahrscheinlich von der Verfügbarkeit der Beute abhängt. Dass untergeordnet die Größe der Territorien durch die Anwesenheit von Beutetieren beeinflusst wird, erbrachten weitere Studien, bei denen sich bei einem üppigeren Nahrungsangebot durchschnittlich kleinere genutzte Areale ermitteln ließen. Eine Abhängigkeit der Ausdehnung der Territorien von der Körpergröße oder dem Körpergewicht einzelner Individuen besteht nicht.

### Ernährung
Die Hauptnahrung des Römischen Maulwurfs setzt sich aus Regenwürmern, Weichtieren und Larven von Insekten zusammen. Über das Jahr gesehen bevorzugt er keine bestimmte Beutegruppe, so dass die Tiere als Nahrungsopportunisten angesehen werden können. Allerdings variiert die Zusammensetzung regional und jahreszeitlich. Vor allem in den trockeneren warmen Jahresabschnitten, wenn Regenwürmer seltener werden, dominieren dann Insektenlarven. Im zentralen Italien fällt nach Untersuchungen von Mageninhalten der Gewichtsanteil der Regenwürmer in der Nahrung dabei von rund 60 % in den Winter- und Frühjahrsmonaten auf teils unter 30 % im Sommer, während gleichzeitig der Anteil der Insektenlarven von mitunter weniger als 10 % auf rund 50 % ansteigen kann.

### Fortpflanzung
Trächtige Weibchen wurden bisher im April beobachtet. Sie trugen in der Regel zwei bis drei Embryonen aus. Abweichend vom Europäischen Maulwurf unternehmen die Männchen des Römischen Maulwurfs keine ausgedehnten Wanderungen zur Suche nach empfangsbereiten Weibchen. Vergleichbar dem Iberischen Maulwurf (Talpa occidentalis) besitzen die Weibchen des Römischen Maulwurfs  Zwitterdrüsen und stellen somit funktional Hermaphroditen dar.

### Fressfeinde und Parasiten
Als bedeutender Fressfeind des Römischen Maulwurfs tritt die Schleiereule auf. An Parasiten kommen hauptsächlich Würmer vor. Hierzu zählen Saugwürmer wie Ityogonimus und Fadenwürmer wie Capillaria, Parastrongyloides, Spirura oder Tricholinstowia. Im Vergleich zum Europäischen Maulwurf sind die Wurmparasiten beim Römischen Maulwurf weniger artenreich.

## Systematik
Der Römische Maulwurf ist eine Art aus der Gattung der Eurasischen Maulwürfe (Talpa). Der Gattung gehören mehr als 15 weitere Vertreter an, ihr bekanntester ist der Europäische Maulwurf (Talpa europaea). Die Eurasischen Maulwürfe bilden einen Teil der Tribus der Eigentlichen Maulwürfe (Talpini) und der Familie der Maulwürfe (Talpidae). Die Eigentlichen Maulwürfe wiederum fassen die zumeist grabenden Angehörigen der Maulwürfe zusammen, während andere Mitglieder der Familie dem gegenüber nur teilweise unterirdisch leben, sich oberirdisch fortbewegen oder eine semi-aquatische Lebensweise haben.

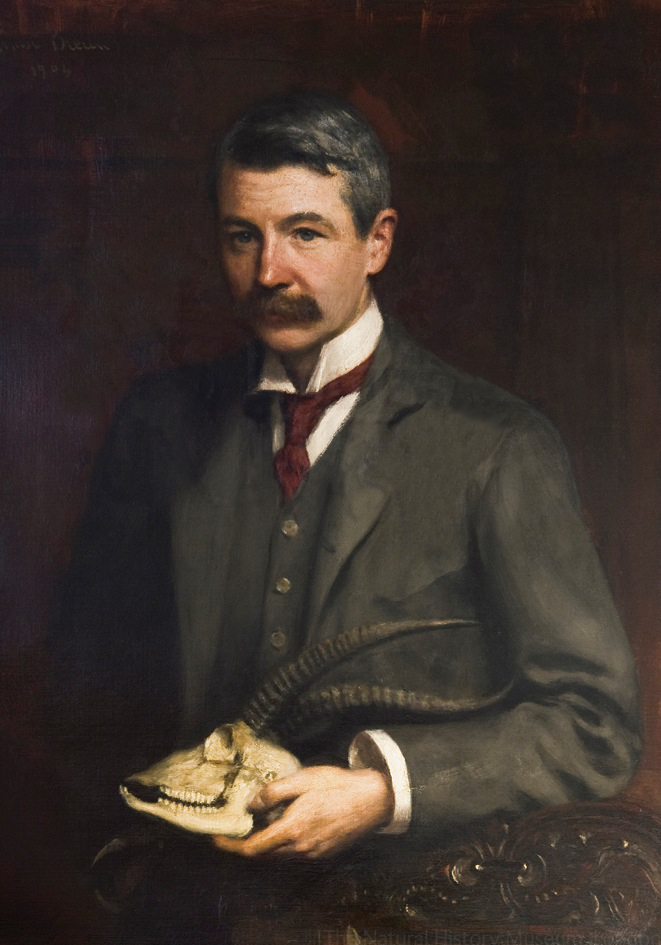
Oldfield Thomas

Wissenschaftlich eingeführt wurde der Römische Maulwurf von Oldfield Thomas im Jahr 1902. Seine Erstbeschreibung basiert auf zwei Individuen aus der Umgebung von Rom. Der Holotyp, ein Tier mit 12,6 cm Körperlänge, stammt von Ostia, ein weiteres Individuum von Frascati, erstere Lokalität stellt die Terra typica dar. Oldfield hob vor allem die robuste Bezahnung des Römischen Maulwurfs hervor, was später auch durch Gerrit S. Miller unter Hinzuziehung weiterer Exemplare bestätigt werden konnte.
Eine Zeit lang wurde der Römische Maulwurf als Unterart des Europäischen Maulwurfs geführt, von dem er sich neben der markanten Gebissausprägung auch durch die Überdeckung der Augen mit Haut unterscheidet. Zudem bestehen Abweichungen in der Anatomie des Kreuzbeins, das beim Römischen Maulwurf einen caecoidalen Aufbau aufweist (die Öffnung des Foramens am vierten Kreuzbeinwirbel ist nach hinten gerichtet), beim Europäischen Maulwurf hingegen einen europaeoidalen (die Öffnung des Foramens am vierten Kreuzbeinwirbel ist durch eine Knochenbrücke überdeckt). Beide Arten gelten heute nicht mehr als näher miteinander verwandt, was bereits in den 1960er Jahren durch Günter R. Witte beziehungsweise Georg H. W. Stein anhand schädelmorphologischer Merkmale unterstrichen und in den 1980er Jahren durch biochemische Daten untermauert wurde. Auch modernere molekulargenetische Analysen kamen zu dem gleichen Ergebnis. In den meisten dieser Analysen bestehen engere Beziehungen des Römischen Maulwurfs zum Blindmaulwurf (Talpa caeca). Die Trennung der beiden Linien fand dabei schon im Übergang vom Pliozän zum Pleistozän vor rund 2,48 Millionen Jahren statt. Die Linie, die zum Europäischen Maulwurf führte, hatte sich dagegen schon vor knapp 3 Millionen Jahren abgesetzt. Allerdings treten im Kontaktgebiet der Verbreitung des Römischen Maulwurfs und des Europäischen Maulwurfs gelegentlich Hybridformen auf, die Allele beider Arten tragen. Da bisher aber keine rückgekreuzten Tiere nachgewiesen wurden, fand diese Vermischung vermutlich in der Vergangenheit statt.
Mitunter wurden dem Römischen Maulwurf auch der Balkan-Maulwurf (Talpa stankovici) und der Ognev-Maulwurf (Talpa ognevi) als Unterarten zugewiesen, für letzteren kam auch eine Einbindung in den Kaukasischen Maulwurf (Talpa caucasica) in Frage. Genetisch sind weder der Römische, noch der Balkan- und der Ognev-Maulwurf näher miteinander verwandt. alle drei Formen gelten heute weitgehend als eigenständig.
Unterarten des Römischen Maulwurfs sind nicht bekannt. Über das Verbreitungsgebiet hinweg lassen sich aber gewisse Variationen beobachten, die als klinal angesehen werden. Dabei treten vor allem im südlich-peripheren Bereich kleinere Individuen auf, die Tiere im Norden sind hingegen deutlich größer. Diese Variationen dienten in der Vergangenheit dazu, neben der Nominatform verschiedene, zumeist in der Körpergröße abweichende Typen auszuweisen, beispielsweise T. r. adamoi aus Kalabrien, T. r. brachycrania aus Lukanien, T. r. major aus dem Apennin und T. r. wittei vom Monte Gargano. Aufgrund von Abgrenzungsproblemen sind diese aber weitgehend nicht anerkannt. Boris Kryštufek stufte den Römischen Maulwurf daher im Jahr 2018 im achten Band des Standardwerkes Handbook of the Mammals of the World, das sich im insektenfressenden Säugetieren beschäftigt, als monotypisch ein. Darüber hinaus bemerkenswert sind auch Veränderungen in der Schädelmorphologie einzelner Populationen, die hauptsächlich den Hirnbereich und die Schnauze betreffen. Dies kann etwa bei einer Gruppe nahe Lecce beobachtet werden, deren Mitglieder zumeist einen längeren Hinterschädel und einen breiteren Gaumen aufweisen. Ursachen dieser Variationen sind nicht geklärt.
Ähnlich zu anderen Vertretern der Eurasischen Maulwürfe ist auch der Römische Maulwurf eher selten im Fossilbericht vertreten. Zu den ältesten Funden, die möglicherweise dieser Art zugewiesen werden können, gehören jene aus Sant’Arcangelo im südlichen Italien mit einer Stellung im Übergang vom Alt- zum Mittelpleistozän. Jüngere und eindeutigere Funde sind aus Visogliano in Venetien und aus der Grotta di Sant’Agostino in Latium belegt.

## Bedrohung und Schutz
Der Römische Maulwurf wird von der IUCN in die Kategorie „nicht bedroht“ (least concern) eingestuft. Die Art ist im zentralen und südlichen Italien weit verbreitet. Die Populationsgröße wurde zwar nicht ermittelt, gilt aber als stabil mit nur wenigen Rückgängen. Nennenswerte Bestandsgefährdungen sind nicht bekannt, in Gebieten mit intensivem Ackerbau kann es lokal zu Rückgängen kommen. Allgemein werden die Tiere als Schädlinge angesehen. Sie sind in mehreren Schutzgebieten präsent.